# 佩尔 (朗德省)
佩尔（法語：Peyre，法語發音：[pɛʁ]）是法国朗德省的一个市镇，属于蒙德马桑区。

## 地理
佩尔（43°34'1"N, 0°32'49"W）面积10.25 平方千米，位于法国新阿基坦大区朗德省，该省份为法国西南部沿海省份，是法國本土面积第二大的省，北起吉倫特省，西临大西洋，南至大西洋比利牛斯省，东临热尔省，东北与洛特-加龍省接壤。
与佩尔接壤的市镇（或旧市镇、城区）包括：卡斯泰尔内、芒村、蒙热、蒙塞居尔、莫尔冈、普当、圣梅达尔。

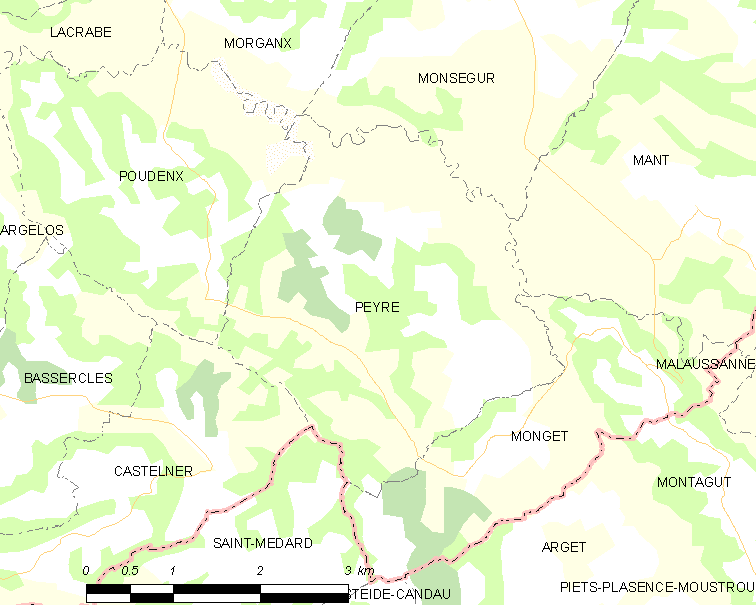
的OSM定位图

佩尔的时区为UTC+01:00、UTC+02:00（夏令时）。

## 行政
佩尔的邮政编码为40700，INSEE市镇编码为40223。

## 政治
佩尔所属的省级选区为沙洛斯-蒂尔桑县。

## 人口

1962-2008年间人口变化图示

佩尔于2022年1月1日时的人口数量为237人。